# Latumer Bruch
Der Latumer Bruch, lokal auch Lohbruch genannt, ist ein Bruchwald- und Feuchtgebiet im Südosten der Stadt Krefeld, welches unter gleichem Namen das zweitgrößte Naturschutzgebiet der Stadt bildet (Nr. KR-001).
Der Bruch liegt am südlichen Rand des Krefelder Stadtteils Linn. Im Nordwesten grenzt das Gebiet an Oppum, im Nordosten an Gellep-Stratum, im Südwesten und Südosten liegen die Meerbuscher Stadtteile Ossum-Bösinghoven und Lank-Latum. Benannt ist der Latumer Bruch nach dem Haus Latum, einem Gutshof am Ortsrand von Lank-Latum, zu dessen Ländereien das Gebiet historisch gehörte.

## Schutzgebiet

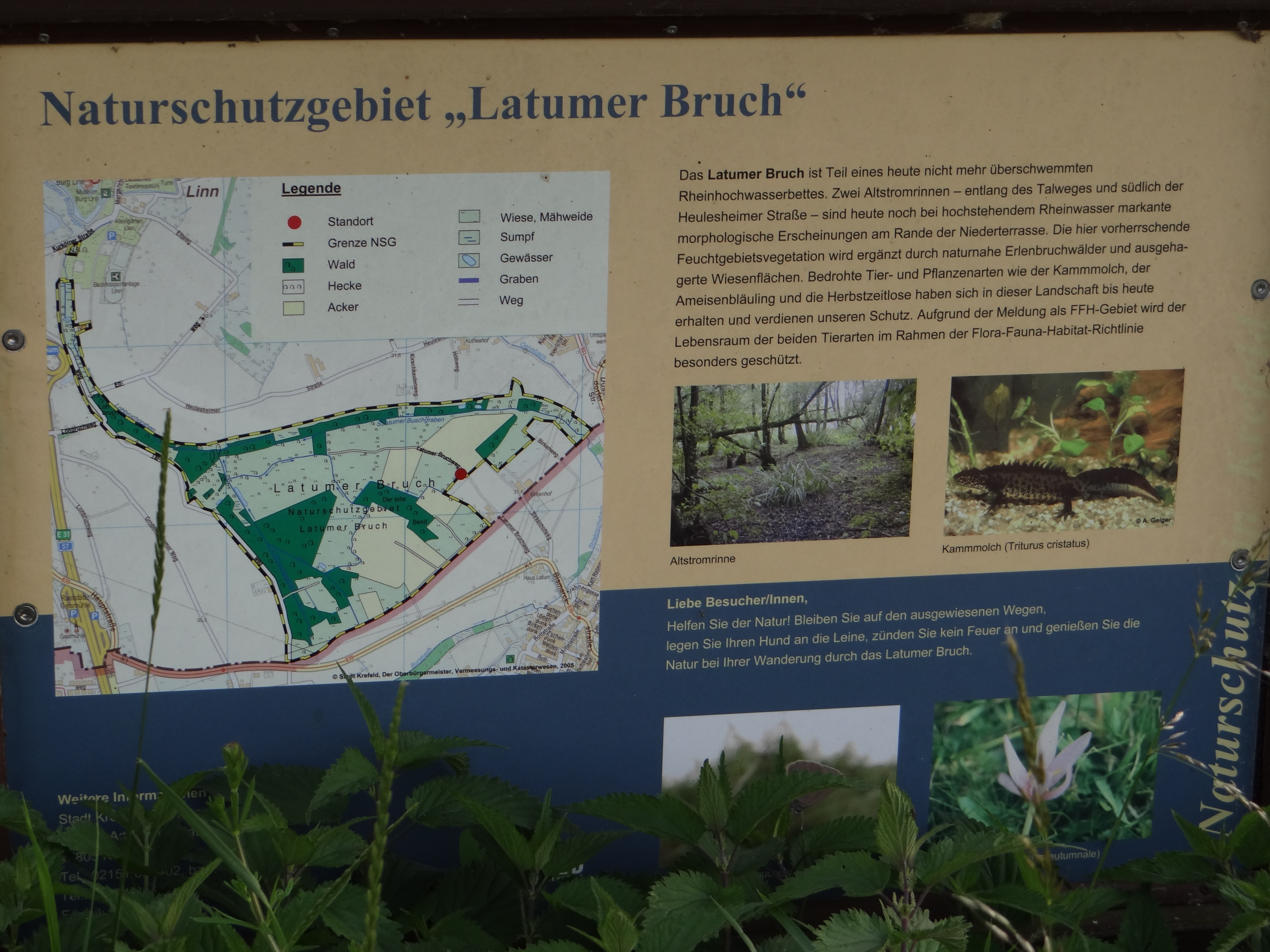
Informationstafel

Seit 1982 steht der Latumer Bruch mit seinen Bruch- und Auwäldern, wechselfeuchten Gräben, Tümpeln und naturnahem Grünland unter Naturschutz. Zum Naturschutzgebiet zählen neben dem eigentlichen Latumer Bruch (auch Lohbruch) auch das kleinere Waldstück Der tolle Bend, die wilden Uferstreifen entlang des Stratumer Buschgrabens und des Lohbruchgrabens sowie einige extensiv landwirtschaftlich genutzte Wiesen und Äcker.
Der Latumer Bruch liegt mit dem Buersbach und dem Linner Mühlenbach im Bereich von zwei Altstromrinnen im Urstromtal des mäandrierenden Rheines (am Niederrhein Kendel genannt) und ist deshalb zusammen mit den angrenzenden Donken als Landschaftsbereich auch erdgeschichtlich und landeskundlich von Interesse. Wenn der Rhein Hochwasser führt, füllen sich die Rinnen mit hochdrückendem Grundwasser, das nicht abfließen kann. Die Rinnen dienen so als natürliche Wasserrückhalteräume auch dem Hochwasserschutz.
Zusammen mit dem angrenzenden Naturschutzgebiet Die Buersbach, dem Burg- und Stadtgrabensystem der Burg und Altstadt Linn, dem Greiffenhorstpark mit dem Linner Mühlengraben, dem Trinkwassergewinnungsgebiet Elt und dem Römersee bildet das NSG Latumer Bruch ein fast 300 ha großes Natura-2000-/FFH-Gebiet (Nr. DE-4605-301: Latumer Bruch mit Buersbach, Stadtgraeben und Wasserwerk). Weiterhin ist das Naturschutzgebiet eingebunden in den Biotopverbund Krefelder Süden.
Fachlich betreut wird das Gebiet von der Unteren Landschaftsbehörde der Stadt Krefeld, sowie von einem ehrenamtlichen Landschaftswächter und vom Naturschutzbund Deutschland (NABU).

## Tier- und Pflanzenwelt
Der Bewuchs besteht in den sumpfigen Bereichen aus feuchteliebenden Bäumen und Sträuchern, insbesondere Erlen-, Pappel- und Weidenbeständen, sowie aus feuchteliebenden Gräser und Kräutern, z. B. Röhricht-, Seggen- und Igelkolbenbeständen. Charakteristische Blumen sind hier die Sumpfiris und die Sumpfdotterblume. In den Bereichen der höherliegenden Donke und Wiesen hat sich ein Magerrasen gebildet. Typisch sind hier beispielsweise die Herbstzeitlose und das Wiesenschaumkraut.
Der Latumer Bruch mit seinen Rückzugsgebieten bietet Lebensraum für zahlreiche Tiere, darunter einige seltene und bedrohte Arten. Es findet sich eine reiche Vogelfauna, hier brüten u. a. zahlreiche Wasser- und Wiesenvögel (z. B. Weißstorch) sowie andere seltene Arten (z. B. Schwarzmilan). Viele Zugvögel nutzen das nahrungsreiche Gebiet als Ruhestation. Die Feuchtbereiche sind Lebensraum und Laichgebiet für diverse Amphibien, darunter auch der Kammmolch. Unter den zahlreichen Insekten sind insbesondere der Schwarzblaue und der Große Moorbläuling sowie der Veränderliche Edelscharrkäfer  erwähnenswert.

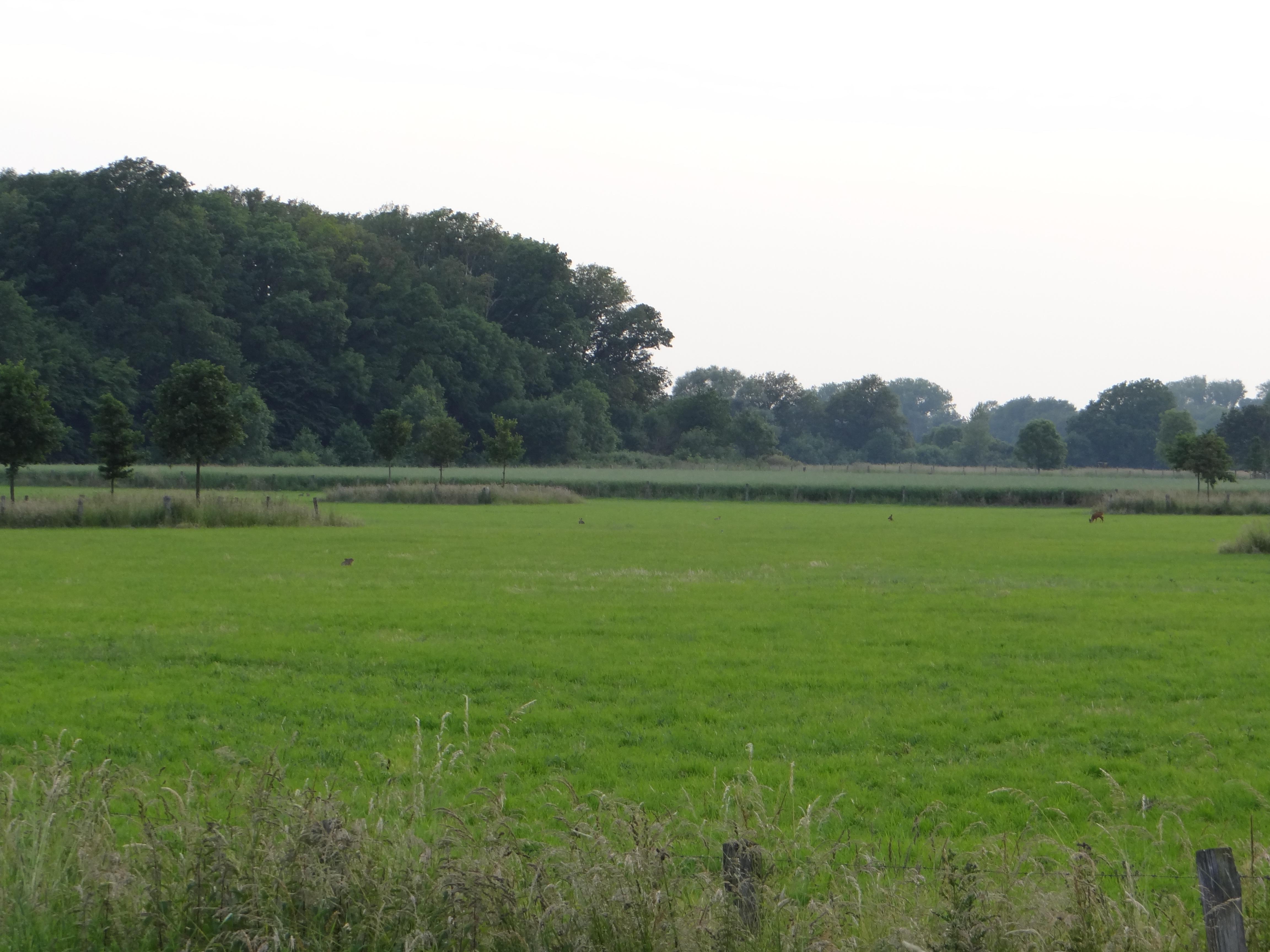
Extensiv bewirtschaftete Weiden östlich des Latumer Bruches
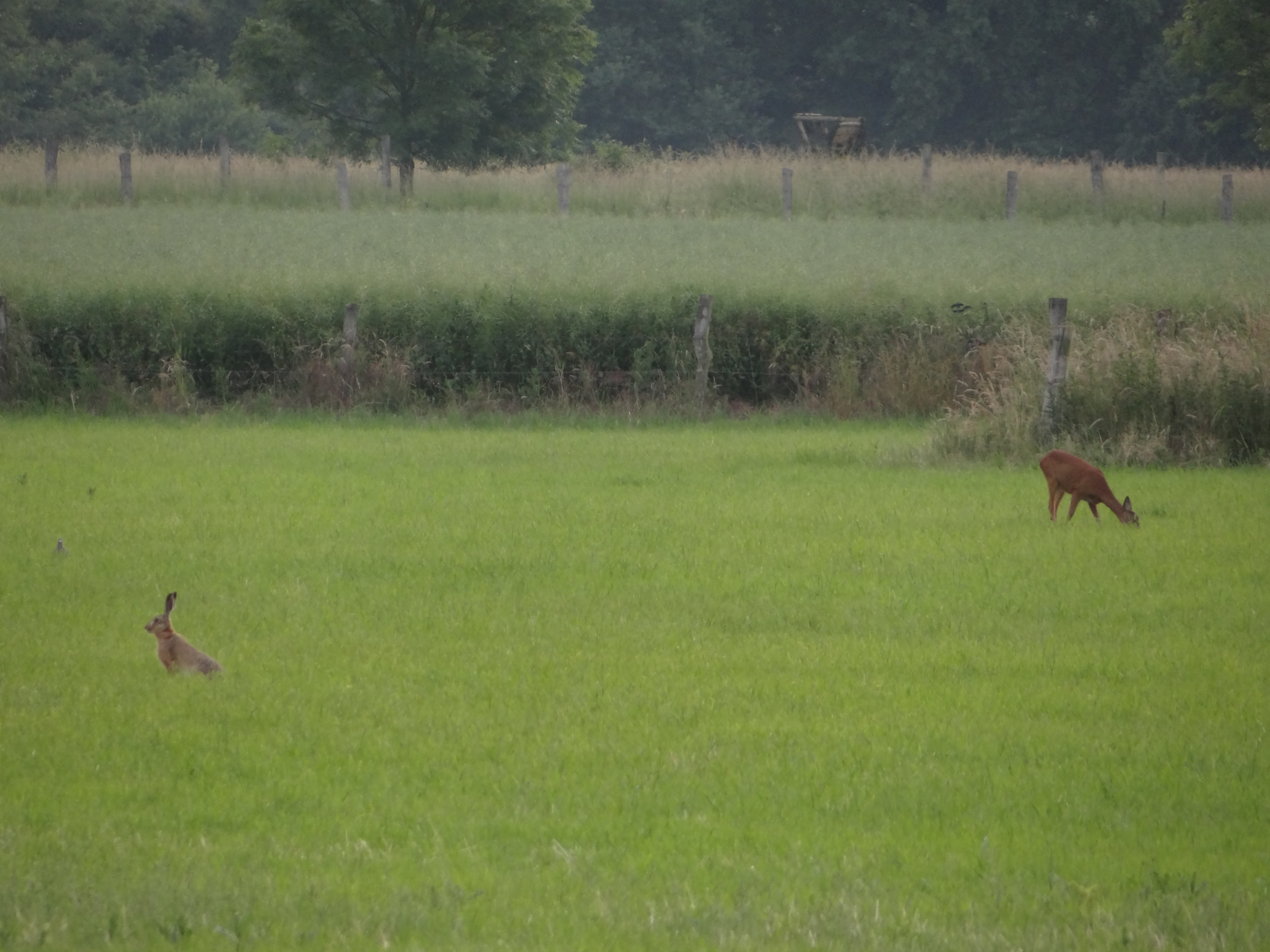
Feldhasen und Rehwild im NSG Latumer Bruch
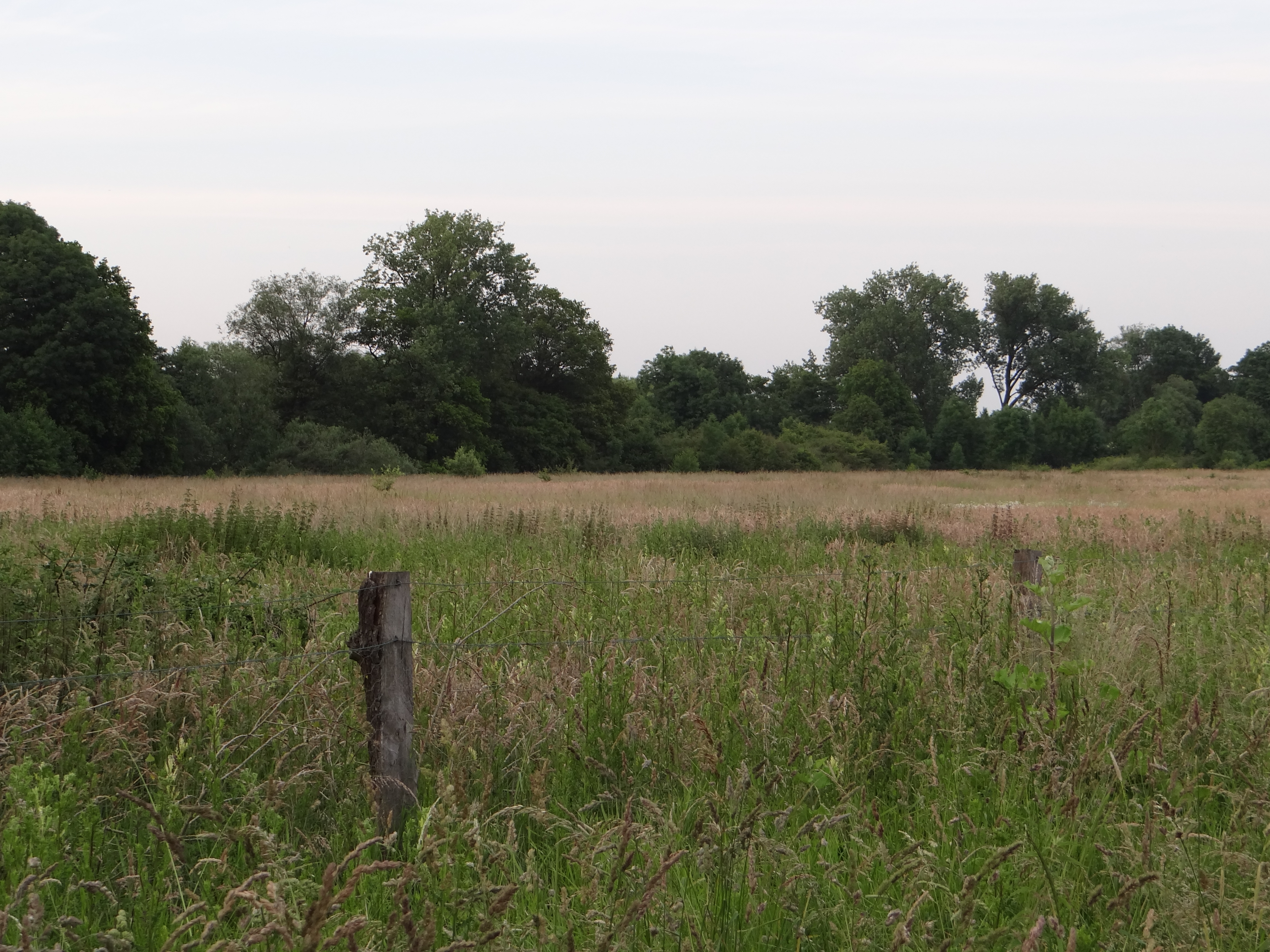
Hochstaudenflur im NSG Latumer Bruch